# Moore's Island
Moore's Island é um dos 32 distritos das Bahamas. Sua localização é ao norte da capital do arquipélago, Nassau.